# Helina insignis
Helina insignis este o specie de muște din genul Helina, familia Muscidae. A fost descrisă pentru prima dată de Seguy în anul 1935.
Este endemică în Madagascar. Conform Catalogue of Life specia Helina insignis nu are subspecii cunoscute.